# Strujići (Ravno)
Pour les articles homonymes, voir Strujići.
Strujići (en cyrillique : Струјићи) est un village de Bosnie-Herzégovine. Il est situé dans la municipalité de Ravno, dans le canton d'Herzégovine-Neretva et dans la fédération de Bosnie-et-Herzégovine. Selon les premiers résultats du recensement bosnien de 2013, il ne compte aucun habitant.
Avant la guerre de Bosnie-Herzégovine, le village faisait entièrement partie de la municipalité de Trebinje ; après la guerre, son territoire a été partiellement rattaché à la municipalité de Ravno, nouvellement recréée et intégrée à la fédération de Bosnie-et-Herzégovine.

## Démographie

### Évolution historique de la population dans la localité
| 1948 | 1953 | 1961 | 1971 | 1981 | 1991 | 2013 |
| ---- | ---- | ---- | ---- | ---- | ---- | ---- |
| -    | -    | 132  | 102  | 111  | 50   | 0    |

|  |

### Répartition de la population par nationalités (1991)
En 1991, les 50 habitants du village étaient tous serbes.

## Illustrations

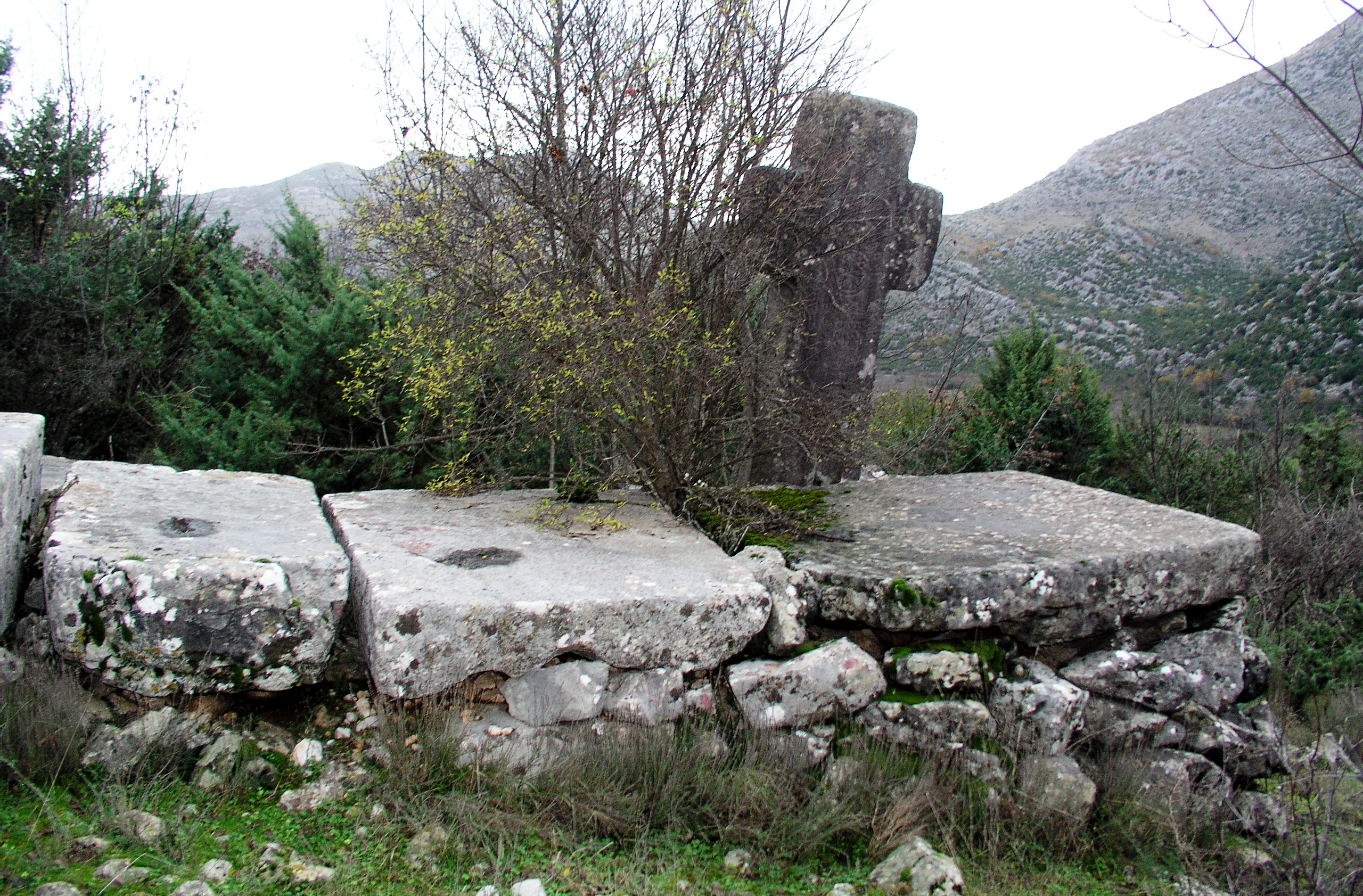
Tombe de Strujići, près du poljé de Popovo.
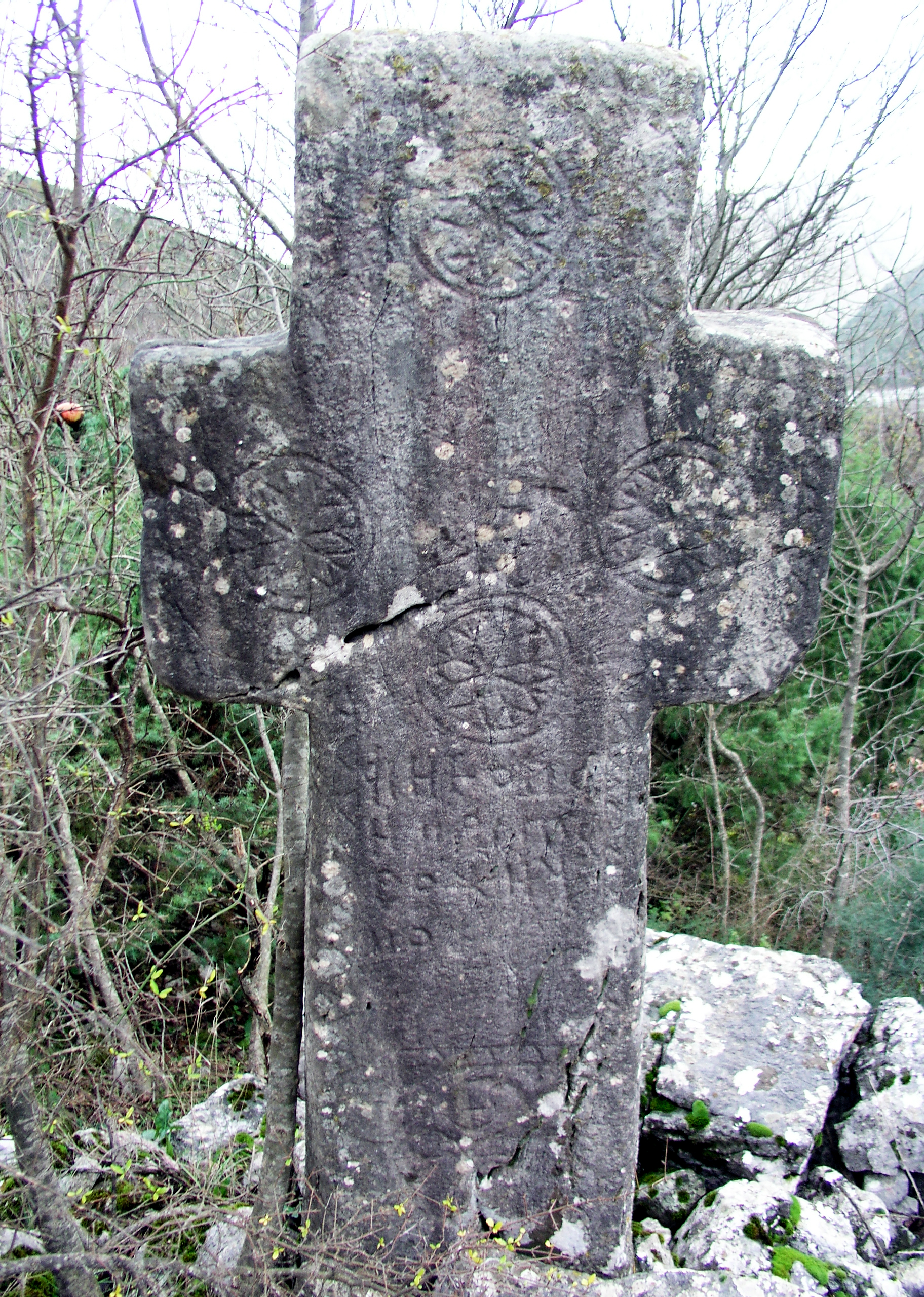
Croix gravée d'une tombe de Strujići.